# Inimă neînfricată
Inimă neînfricată  (titlu original: Braveheart) este un film american de război de acțiune din 1995 regizat și produs de Mel Gibson. Rolurile principale au fost interpretate de actorii Mel Gibson, Sophie Marceau, 
Patrick McGoohan și 
Catherine McCormack. A câștigat Premiul Oscar pentru cel mai bun film.

## Distribuție
- Mel Gibson ca William Wallace
  - James Robinson ca tânărul William Wallace
- Sophie Marceau ca Prințesa Isabela a Franței
- Patrick McGoohan ca  Regele Eduard "Picioare lungi"
- Catherine McCormack ca  Murron MacClannough
  - Mhairi Calvey ca tânăra Murron
- Angus Macfadyen ca Robert the Bruce
- Brendan Gleeson ca Hamish
  - Andrew Weir ca  tânărul Hamish
- James Cosmo - Campbell
- David O'Hara ca Stephen al Irlandei
- Peter Hanly ca Prințul Eduard
- Ian Bannen ca tatăl lui Bruce
- Seán McGinley ca MacClannough
- Brian Cox ca Argyle Wallace
- Sean Lawlor ca Malcolm Wallace
- Sandy Nelson ca John Wallace
- Stephen Billington ca Phillip
- John Kavanagh - Craig
- Alun Armstrong ca Mornay
- John Murtagh ca  Lochlan
- Tommy Flanagan ca Morrison
- Donal Gibson ca Stewart
- Jeanne Marine ca Nicolette
- Michael Byrne ca Smythe
- Malcolm Tierney ca Magistrat
- Bernard Horsfall ca Balliol
- Peter Mullan ca Veteran
- Gerard McSorley ca Hugh de Cressingham
- Richard Leaf ca  Governor of York
- Mark Lees ca Old Crippled Scotsman
- Tam White ca MacGregor